# Lysimachia foenum-graecum
Lysimachia foenum-graecum är en viveväxtart som beskrevs av Henry Fletcher Hance. Lysimachia foenum-graecum ingår i släktet lysingar, och familjen viveväxter. Inga underarter finns listade i Catalogue of Life.